# 90-års-fødselsdagen
90-års-fødselsdagen (originaltitel: Dinner for One) er en komisk sketch af den britiske forfatter Lauri Wylie til engelsk teater i 1920'erne. En opførelse af sketchen med de engelske komikere Freddie Frinton og May Warden som butleren James og Miss Sophie instrueret af Heinz Dunkhase blev optaget af den tyske tv-station Norddeutscher Rundfunk (NDR) i 1963. Filmen er i dag tilgængelig online.
Sketchen er et traditionelt indslag på tv-programmet nytårsaften i mange lande, bl.a. i Danmark, Grønland, Australien, Tyskland, Finland, Sverige, Færøerne, Østrig, Schweiz, Sydafrika, Luxembourg og Estland. I Danmark blev sketchen vist i tv første gang lillejuleaften 1971, derefter nytårsaften 1973, og den har været vist på DR1 hver nytårsaften siden 1980, med undtagelse af 1985. Især i Tyskland, Østrig og Schweiz nyder sketchen kultstatus, og på den schweiziske lokal-tv-station TeleBärn bliver sketchen sendt en gang i timen nytårsaften. I Norge sendes den lillejuleaften.
90-års-fødselsdagen har været i Guinness Rekordbog som den hyppigst genudsendte fjernsynsproduktion i verden, men sketchen er næsten helt ukendt i engelsktalende lande. I 2003 kunne den fejre 40-års jubilæum, og den danske tv-producer Paul Anthony Sørensen stod bag det internationale dokumentarprogram Dinner For One, hvor man følger klimakset nytårsaften foran fjernsynet i otte nationer samt møder efterkommerne af de to medvirkende. Dokumentaren blev nomineret til Rose d'Or i 2004.

## Oprindelse
Lauri Wylie skrev manuskriptet til sketchen i 1920'erne. Ifølge nogle kilder opførte Freddie Frinton Dinner for One i 1945 i det engelske varieteteater Winter Gardens mod et fast beløb pr. opførelse til Wylie, men officielt blev teaterstykket uropført i 1948 på Duke of York's Theatre i London. I 1950/1951 købte Frinton rettighederne til sketchen af Wylie.
Stykket blev også opført i 1953 i revyen John Murray Anderson's Almanac på Imperial Theatre i London (med Hermione Gingold som den gamle dame, Billy DeWolfe som butleren og åbenbart fem afdøde venner) – i et show, hvor også Harry Belafonte optrådte.
Frinton havde stor succes i England med denne sketch og turnerede landet tyndt med forskellige medspillere. Handlingen og pointerne forbedrede han i årenes løb. Detaljen med tigerskindet på gulvet var f.eks. ikke en del af den oprindelige sketch. Den blev tilføjet på opfordring af borgmesteren i en by forestillingen spillede en aften. Da Freddie Frinton ved et uheld snublede over tigerhovedet, forårsagede det så meget latter blandt publikum, at han beholdt tigerskindet som en del af sketchen.
Sketchen blev første gang vist i Tyskland den 9. december 1961 i den direkte tv-udsendelse Lassen Sie sich unterhalten (da. Lad Dem underholde) med sangerinden Evelyn Künneke som vært. Der findes imidlertid ingen bevarede optagelser af denne udsendelse.
I 1963 blev Dinner for One genopdaget af Peter Frankenfeld og instruktøren Heinz Dunkhase i Blackpool, der var varietescenens højborg. Den 8. marts (ifølge NDR) eller 8. maj (ifølge WDR) 1963 blev sketchen vist i Peter Frankenfelds direkte udsendelse Guten Abend, Peter Frankenfeld (dansk: Godaften, Peter Frankenfeld), og den 8. juli 1963 blev den gentaget og optaget i Theater am Besenbinderhof foran et publikum (kamera: Frank Banuscher). Det er denne opførelse, der vises i tv i Danmark.
Freddie Frinton ville egentlig slet ikke optræde i Tyskland. Han plejede sårede soldater under 2. verdenskrig og havde ikke høje tanker om Tyskland, og han nægtede at opføre sketchen på tysk. Hans modvillige "Must I?" ("Skal jeg?"), når han på sin tur rundt om bordet indtager rollen som admiral von Schneider og bliver bedt om slå hælene sammen som en tysk soldat, skal også ses i denne sammenhæng, selv om hans modvilje overfladisk set skyldes de smerter handlingen synes at påføre ham.
Dinner for One var en af tysk tv's første optagelser på magnetbånd, og er en af få fremmedsprogede udsendelser, der bliver vist usynkroniseret på tysk tv. Der eksisterer en tysksproget kommenteret version for synshæmmede. Introduktionen på tv-optagelsen blev indtalt af Heinz Piper og titelmelodien Charmaine komponeret af Lew Pollack, den mest kendte udgave indspillet af orkesteret Mantovani. I optagelsen høres dog kun en udgave med lille besætning. Ifølge oplysninger fra NDR modtog Frinton præcis 4.150 D-mark for denne optræden.
Fra publikum høres hyppigt en kvindes høje, hysteriske latter. Det var NDR-medarbejderen Sonja Göth, der nær forårsagede en afbrydelse af optagelsen, fordi hun ikke kunne beherske sig.
I 1968 var der planlagt en optagelse af sketchen i farver, men på grund af Freddie Frintons pludselige død, blev den aflyst.
I England blev Dinner for One kun vist i brudstykker, og er i dag næsten ukendt. I Sverige blev udsendelsen bandlyst i seks år og ikke vist før 1969, fordi den blev anset for at være uegnet for tv, fordi butleren James drikker så meget alkohol i sketchen. Den er så vidt vides heller aldrig blevet vist i USA netop på grund af James' alkoholindtag.

## Forskellige udgaver

### De tyske udgaver
NDR optog flere udgaver af sketchen i 1963. Mest udbredt er nok den 18 minutter lange version, som vises på tysk tv, og som har en introduktion på tysk af Heinz Piper, og med et grinende publikum i baggrunden. Sketchen blev vist fire gange på tysk tv, før den i 1972 blev et fast punkt på tv-programmet nytårsaften.
På dansk tv vises en version, der også er optaget af NDR på samme scene, men uden Heinz Pipers introduktion, og hvor man ikke kan høre publikum. Denne udgave er let genkendelig, da underteksterne er de oprindelige med tydelig anderledes typografi end i dag. Mindst én gang har DR nytårsaften sendt en anden version.

### Den schweiziske version
Den schweiziske tv-station DRS optog i 1963 sin egen udgave af sketchen med de samme skuespillere som i den tyske udgave. Den blev instrueret af Franco Marazzi og sendt i schweizisk tv samme år, men derefter ikke igen før i 1982.
Den schweiziske version adskiller sig fra den tyske version på flere punkter:
- Den varer kun 11 minutter (den tyske 18 min.)
- Et kamera er placeret til venstre for scenen, hvilket giver nogle passager med et andet perspektiv
- Der er ingen introduktion
- Den hvide dug og lysestagerne mangler, ligesom kulisserne er anderledes
- Miss Sophie kommer uden at James først har slået på gong-gongen
- Det gentagne spørgsmål "Must I?" mangler i den schweiziske version
- Forskellige smågags og detaljer mangler

Det er denne version, som sendes på schweizisk, norsk og svensk tv.

### Parodier og andre versioner
I Danmark er der indspillet en parodi af sketchen med titlen 80-års-fødselsdagen, hvor de stadig levende venner sidder ved bordet. Den blev skrevet af Casper Christensen, som også spillede rollen som Miss Sophie. Da den udgave af 90-års-fødselsdagen, som vises på dansk tv, er uden den tyske introduktion, vidste forfatteren ikke, at introduktionen forklarer, at den sidste af Miss Sophies venner døde for 25 år siden, og ingen af dem kunne være med til hendes 80-års fødselsdag.
En anden dansk version af sketchen med Henning Moritzen og Lise Ringheim i rollerne, blev sendt på Danmarks Radios TV på nytårsaften i 1990. Denne udgave, der nærmest har karakter af revysketch, er optaget foran et live-publikum og med et orkester til at akkompagnere den sang og dans de medvirkende til slut bryder ud i. Ud over det atypiske sangindslag, adskiller sketchen sig på flere måder fra originalforlægget, blandt andet ved at butleren James gengiver de forskellige gæsters baggrundshistorier forkert, og at dialogen mellem dem flere steder har stærkt seksuelle undertoner.
I 2003 blev der lanceret endnu en parodi på den tyske børnekanal KI.KA, med titlen Dinner für Brot, hvor dukkerne Bernd das Brot og hans venner Chili og Briegel spillede rollerne.
I en indkøbsgade i Hamburg bliver sketchen hvert år opført live, ligesom tyske fans har fået den oversat til latin. I Danmark opføres den live af London Toast Theatre, der også står bag juletradition med Crazy Christmas Cabaret. Her spiller Vivienne McKee Miss Sophie, mens David Bateson spiller James.
I løbet af årtierne er der opstået flere varianter, men de originale tyske (NDR) og schweiziske tv-optagelser regnes dog stadig for "de rigtige" versioner i de lande, sketchen vises.

## Handling
På trods af sketchens status som nytårstradition, har dens handling i øvrigt intet med nytårsaften at gøre, selvom der undervejs forekommer en "Happy new year"-skål.
Den ældre engelske overklassedame Miss Sophie (May Warden) fejrer sin 90-års fødselsdag. Lige som de tidligere år har hun inviteret sine fire nærmeste venner: Sir Toby, Admiral von Schneider, Mr. Pommeroy og Mr. Winterbottom. Festen har imidlertid en enkelt mangel: Herrerne er døde, og da de af naturlige årsager ikke kan være personligt tilstede, er hendes butler James (Freddie Frinton) nødt til at overtage de fire herrers roller ved middagsbordet.
James skal derfor ikke blot servere menuen (Mulligatawny-suppe, kuller, kylling og frugt til dessert) for sin arbejdsgiver, men også servere de tilhørende drikkevarer (sherry, hvidvin, champagne og portvin) til de fire imaginære herrer, skiftevis spille deres roller, og ved hver ret udbringe en skål for værtinden og tømme et bæger. Da han gør det for alle fire, bliver han mere og mere beruset og tømmer til sidst vasen i stedet for et drikkebæger og udfører efterhånden mere og mere fjollede påfund, med et stort bøvs, og "I will kill that cat" efter at have drukket fra vasen.
Det er lidt uklart, hvorvidt det er de spillede gæsters fuldskab han efterligner, eller om det – nok mere sandsynligt – er ham selv, der er fuld. Freddie Frinton får det optimale ud af rollen, og viser utallige varianter af kunsten at skænke op og bære ud. Det lykkes ham næsten hver gang at snuble over et tigerskinds hoved – selv om han overraskende nok også undgår det et par gange.
Før hver tur rundt om bordet spørger den mere og mere lallende butler: "The same procedure as last year, Miss Sophie?" Og hun svarer selvfølgeligt: "The same procedure as every year, James." ("Samme fremgangsmåde som sidste år, frøken Sophie?" – "Samme fremgangsmåde som hvert år, James!")
Miss Sophie afslutter aftenen med et indbydende "I think I'll retire", hvortil James efter det obligatoriske "The same procedure as last year? – The same procedure as every year" svarer og blinker uartigt til publikum og nonchalant siger "Well, I'll do my very best", hvorefter de trækker sig tilbage til de øvre gemakker.